# Polyschides gibbosus
Polyschides gibbosus är en blötdjursart som beskrevs av Sir Joseph Cooke Verco 1911. Polyschides gibbosus ingår i släktet Polyschides och familjen Gadilidae. Inga underarter finns listade i Catalogue of Life.